# 江华站
江华站，位于中华人民共和国湖南省永州市江华瑶族自治县沱江镇班田村，是洛湛铁路上的火车站，2009年5月15日办理货运业务，2009年10月1日办理客运业务。由南宁铁路局梧州车务段管辖。

## 車站周邊
- 江华县国土局
- 沱江镇政府
- 中国人民银行江华支行
- 江华维也纳商务酒店
- 江华县知识产权局
- 江华民族体育馆
- 江华瑶族自治县体育局
- 盘王殿旅游景区
- 中国农业发展银行江华支行

## 歷史
- 2009年5月15日办理货运业务。
- 2009年10月1日办理客运业务。